# Тиле (коммуна)
Тиле́ (фр. Thilay) — коммуна во Франции, находится в регионе Шампань — Арденны. Департамент коммуны — Арденны. Входит в состав кантона Монтерме. Округ коммуны — Шарлевиль-Мезьер.
Код INSEE коммуны — 08448.
Коммуна расположена приблизительно в 210 км к северо-востоку от Парижа, в 110 км севернее Шалон-ан-Шампани, в 14 км к северо-востоку от Шарлевиль-Мезьера.

## Население
Население коммуны на 2008 год составляло 1058 человек.
| 1962 | 1968 | 1975 | 1982 | 1990 | 1999 | 2008 |
| ---- | ---- | ---- | ---- | ---- | ---- | ---- |
| 1213 | 1345 | 1197 | 1151 | 1143 | 1093 | 1058 |

## Экономика
В 2007 году среди 689 человек в трудоспособном возрасте (15—64 лет) 476 были экономически активными, 213 — неактивными (показатель активности — 69,1 %, в 1999 году было 68,5 %). Из 476 активных работали 425 человек (241 мужчина и 184 женщины), безработных было 51 (14 мужчин и 37 женщин). Среди 213 неактивных 61 человек были учениками или студентами, 75 — пенсионерами, 77 были неактивными по другим причинам.

## Фотогалерея

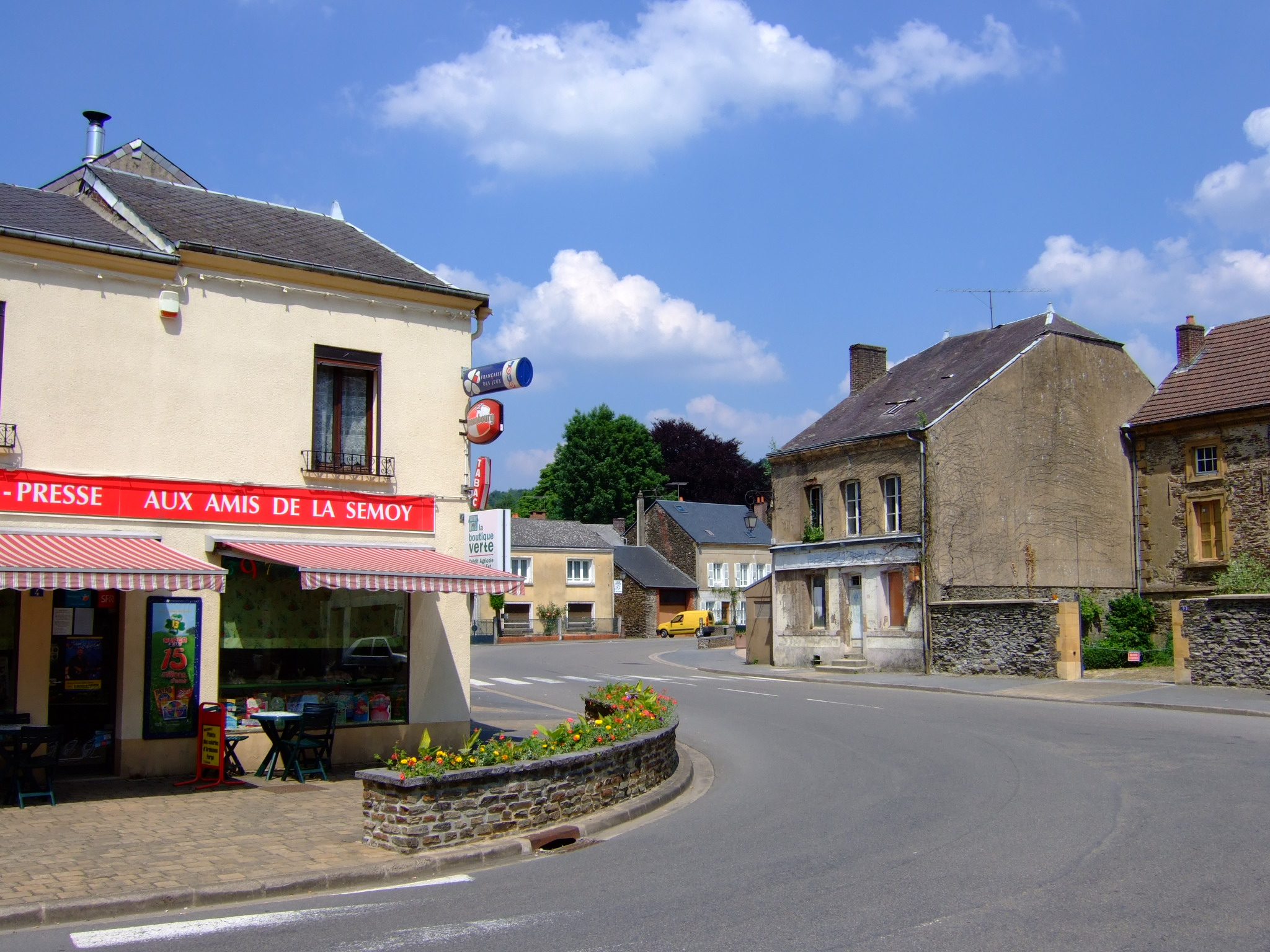
Тиле
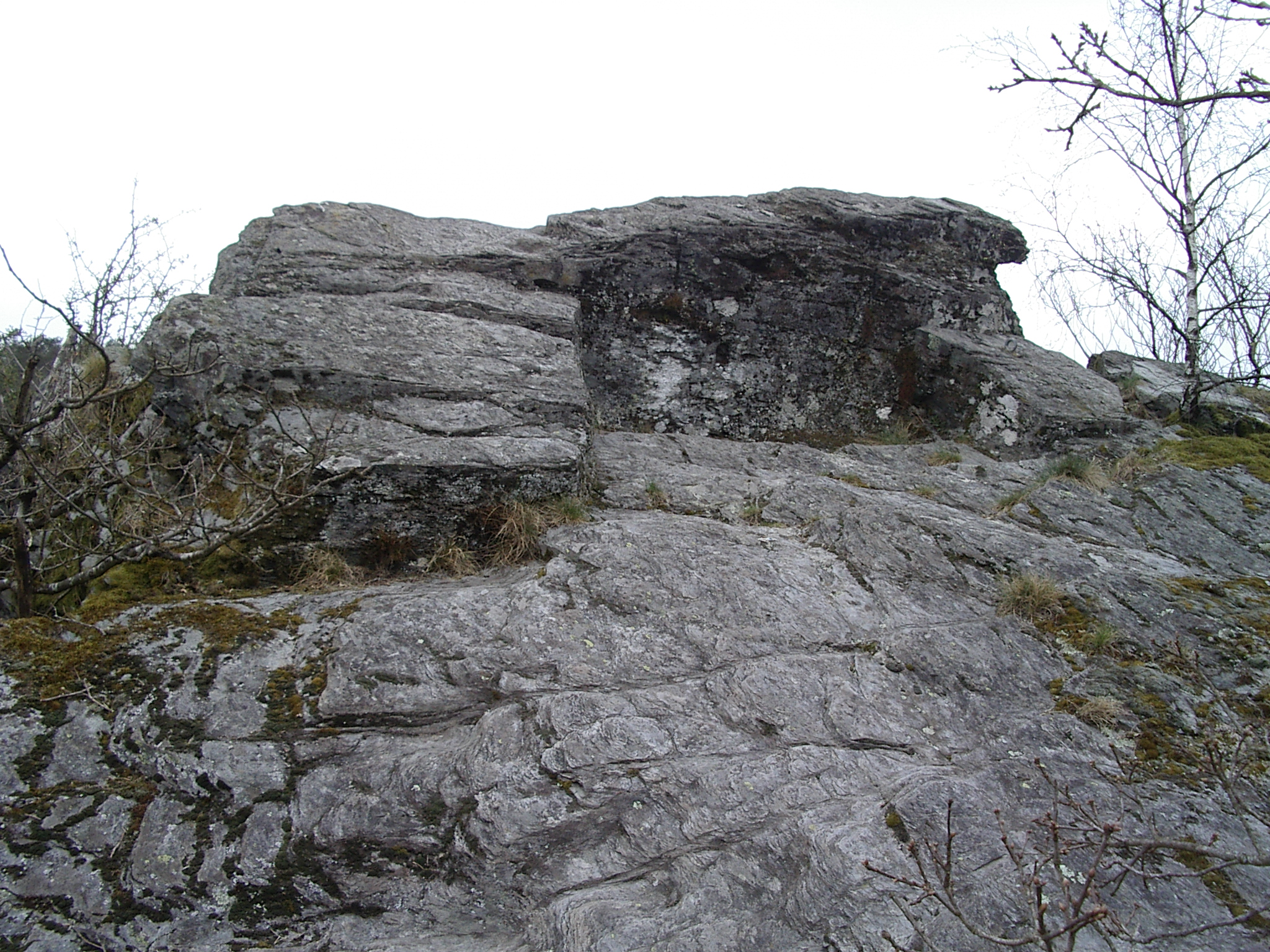
Руины замка Леншан
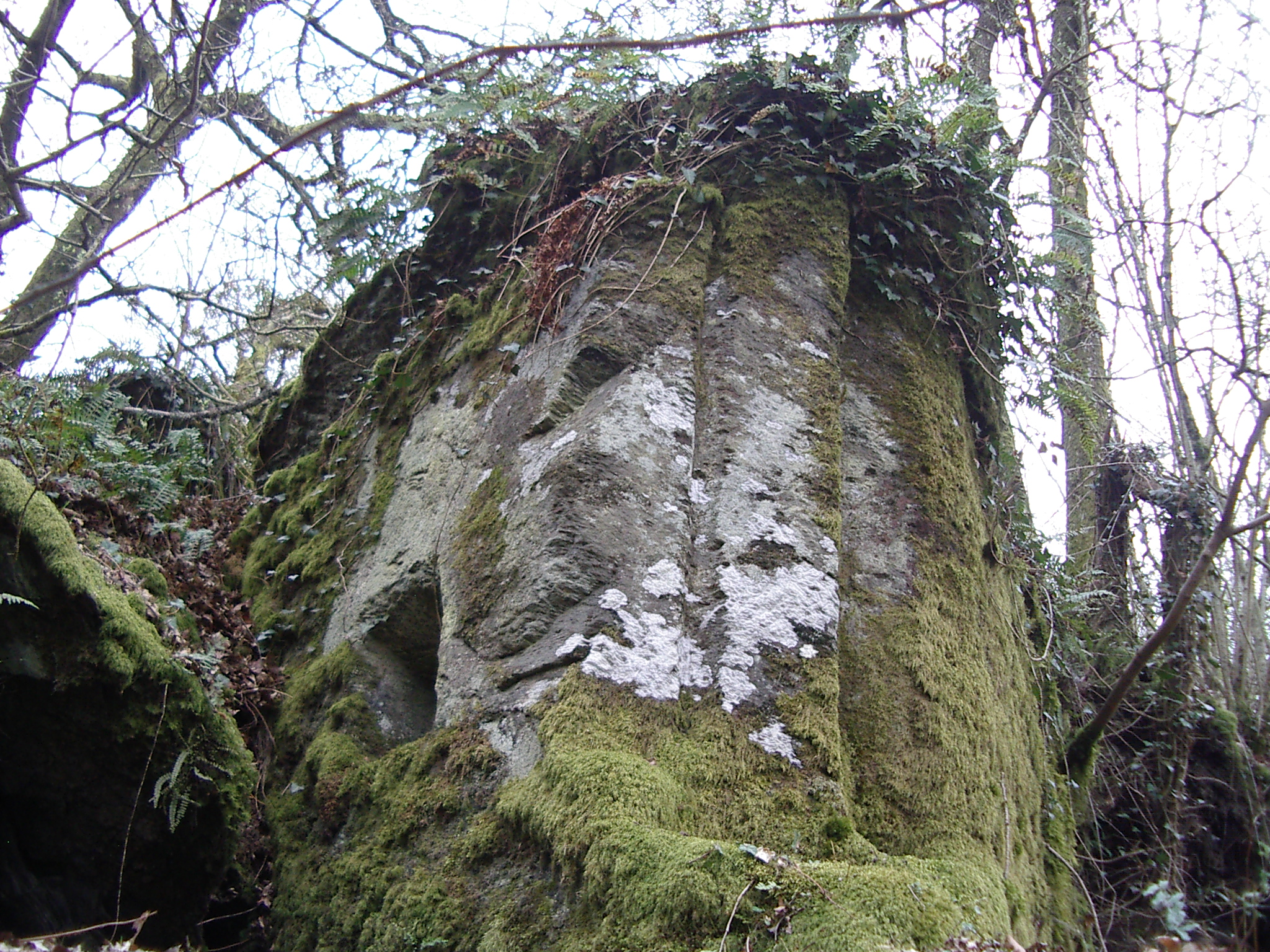
Руины замка Леншан
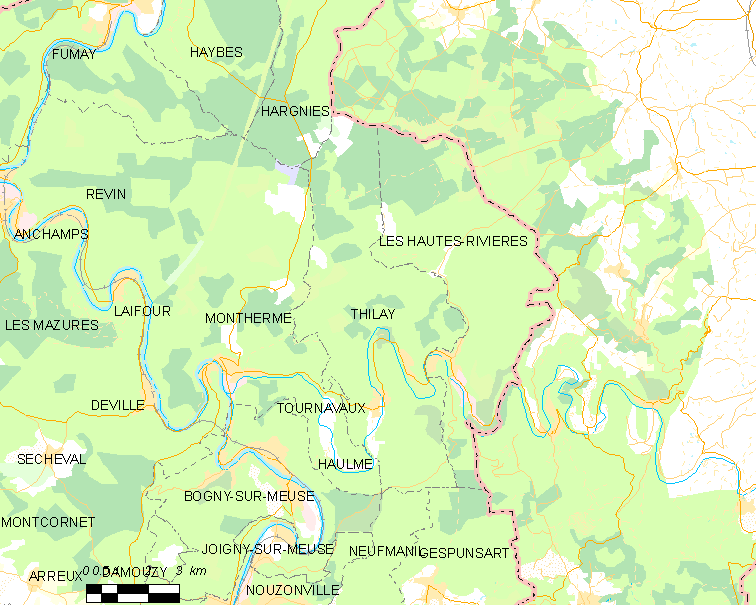
Карта коммуны